# Newborough (Staffordshire)
Newborough – wieś w Anglii, w hrabstwie Staffordshire, w dystrykcie East Staffordshire. Leży 23 km na wschód od miasta Stafford i 185 km na północny zachód od Londynu.